# Fort Washakie, Wyoming
Artikeln behandlar orten. För det historiska fortet, se Fort Washakie.
Fort Washakie är en ort (census-designated place) i centrala Wyoming i USA, belägen i Fremont County. Orten är administrativt säte för Wind Rivers indianreservat och hade 1 759 invånare vid 2010 års folkräkning.
Orten ligger vid östra foten av Wind River Range i Klippiga bergen och har sitt namn efter den närbelägna tidigare arméposteringen Fort Washakie, som i sin tur uppkallats efter östshoshone-hövdingen Washakie. Countyts huvudort Lander, Wyoming ligger omkring 25 kilometer åt sydost.
U.S. Route 287 går genom orten i nordväst-sydostlig riktning.

## Sevärdheter
- Fort Washakie, historiskt fort med kulturminnesmärkta byggnader
- I orten finns en gravsten över en grav från 1884 som enligt en lokal historisk tradition innehåller Sacajaweas kvarlevor, samt en minnessten över hennes son Jean Baptiste Charbonneau. Identifikationen av graven som Sacajaweas är dock i modern tid kraftigt ifrågasatt, då den motsäger William Clarks egna anteckningar från 1826 som listade henne som död långt innan denna grav tillkom.